# Muzeum Kurpiowskie w Wachu
Muzeum Kurpiowskie w Wachu – prywatne muzeum działające od 2009 we wsi Wach w gminie Kadzidło w powiecie ostrołęckim. Działalność placówki skupia się na dziedzictwie Kurpiów Zielonych i historii Puszczy Zielonej.

## Historia
Założycielami muzeum są twórcy ludowi – małżeństwo Laura (koronkarka specjalizująca się we frywolitce) i Zdzisław (bursztyniarz) Bziukiewiczowie. Od roku 2003 prowadzili warsztaty twórcze, następnie postanowili utworzyć salę edukacyjną. Muzeum oficjalnie rozpoczęło działalność 1 kwietnia 2009, choć, jak założyciele przyznawali po latach, data ta była przypadkowa – taką podała Polska Agencja Prasowa.
Pierwotnie muzeum mieściło się w zaadaptowanej na cele wystawiennicze starej stodole. Wizytówką placówki była ściana z ponad 2 tysiącami narzędzi zwana też „gabinetem stomatologa”. Później zbiory objęły również powozownię i park maszynowy.
W momencie powstania muzeum liczyło ok. 1,5 tysiąca eksponatów. Według szacunków z połowy 2024 w muzeum znajdowało się ok. 21 tysięcy eksponatów, z czego ok. 11 tys. materialnych, pozostałe stanowiły np. zdjęcia. Najstarsze eksponaty pochodzą z XVIII wieku (krucyfiksy), najmłodsze z lat 70. XX wieku. Od 2011 zbiory były katalogowane przez studentów Instytutu Etnologii i Antropologii Kulturowej UW pod kierunkiem dr Katarzyny Waszczyńskiej.
W 2023 Laura i Zdzisław Bziukiewiczowie zostali uhonorowani Brązowym Medalem Zasłużony Kulturze „Gloria Artis”, otrzymali także medal Ministra Sportu za promocję polskiej turystyki. Oboje otrzymali Nagrodę Prezesa Związku Kurpiów „Kurpik”: Zdzisław Bziukiewicz w 2005 (kategoria twórczość ludowa), a Laura Bziukiewicz w 2021 (kategoria ochrona dziedzictwa kulturowego).

## Działalność
Poza udostępnianiem zbiorów w muzeum odbywają się warsztaty i zajęcia dotyczące dawnych tradycyjnych zajęć wiejskich, np. kopania i obróbki bursztynu, robienia kwiatów z bibuły, czesania i międlenia lnu, a także robienia pisanek.
Na terenie muzeum w 2012 odbyło się Święto Bursztynu Kurpiowskiego, podczas którego zorganizowano I Mistrzostwa w Kopaniu Bursztynu Kurpiowskiego. II Święto Bursztynu Kurpiowskiego odbyło się w sierpniu 2023.
Z muzeum powiązane jest gospodarstwo agroturystyczne U Bursztyna.
Laura Bziukiewicz jest autorką kilku książek poświęconych kulturze Kurpi Zielonych. Bziukiewiczowie współdoprowadzili do wpisania bursztyniarstwa kurpiowskiego z Puszczy Zielonej na Krajową listę niematerialnego dziedzictwa kulturowego.